# كانون 600 دي
كانون 600 دي (بالإنجليزية: Canon EOS 600D)‏ هي كاميرا رقمية ذات عدسة أحادية عاكسة بجودة 18 ميجا بيكسل من إنتاج شركة كانون، تُعرف في اليابان بِـ "EOS Kiss X5" وفي الولايات المتحدة الأمريكيّة بِـ "EOS Rebel T3i". طرحت في الأسواقِ في فبراير عام 2011م.

## المواصفات
- 18.0 Megapixels 18 ميغابيكسل
- Full HD 1080p Video فيديو عالي الدقة
- 3.0" Vari-Angle Clear View LCD شاشة عرض متحركة
- Up to 3.7fps shooting عدد الصور بالثانية
- ISO 100-6400 نطاق حساسية الضوء
- Digital zoom in movie (3x-10x) تقريب رقمي للفيديو
- Built-in wireless flash control تحكم لاسلكي للفلاش الخارجي
- SD/SDHC/SDXC Memory Slot بطاقات الذاكرة الملائمة
- Supported Languages: Arabic/English تدعم اللغة العربية [2][3]